# Trophée Jim-Mahon
Le trophée Jim-Mahon est un trophée de hockey sur glace créé en l'honneur de Jim Mahon. Jeune sportif talentueux, il commence le hockey sur glace dans les catégories jeunes à Essex mais durant l'été 1971, il meurt à la suite d'un accident électrique. Du fait de son habileté à marquer des buts, la Ligue de hockey de l'Ontario décide de créer ce trophée à son nom pour récompenser l'ailier droit qui inscrit le plus de buts.

## Palmarès
Le trophée est décerné chaque saison depuis 1972-1973 à l'exception de la saison 2020-2021.
- 1971-1972 – Billy Harris, Marlboros de Toronto
- 1972-1973 – Dennis Ververgaert, Knights de London
- 1973-1974 – Dave Gorman, Black Hawks de St. Catharines
- 1974-1975 – Mark Napier, Marlboros de Toronto
- 1975-1976 – Peter Lee, 67's d'Ottawa
- 1976-1977 – John Anderson, Marlboros de Toronto
- 1977-1978 – Dino Ciccarelli, Knights de London
- 1978-1979 – Mike Foligno, Wolves de Sudbury
- 1979-1980 – Jim Fox, 67's d'Ottawa
- 1980-1981 – Tony Tanti, Generals d'Oshawa
- 1981-1982 – Tony Tanti, Generals d'Oshawa
- 1982-1983 – Ian MacInnis, Royals de Cornwall
- 1983-1984 – Wayne Presley, Rangers de Kitchener
- 1984-1985 – Dave MacLean, Bulls de Belleville
- 1985-1986 – Ray Sheppard, Royals de Cornwall
- 1986-1987 – Ron Goodall, Rangers de Kitchener
- 1987-1988 – Sean Williams, Generals d'Oshawa
- 1988-1989 – Stan Drulia, Thunder de Niagara Falls
- 1989-1990 – Owen Nolan, Royals de Cornwall
- 1990-1991 – Rob Pearson, Generals d'Oshawa
- 1991-1992 – Darren McCarty, Bulls de Belleville
- 1992-1993 – Kevin Brown, Red Wings Junior de Détroit
- 1993-1994 – Kevin Brown, Red Wings Junior de Détroit
- 1994-1995 – David Ling, Frontenacs de Kingston
- 1995-1996 – Cameron Mann, Petes de Peterborough
- 1996-1997 – Joe Seroski, Greyhounds de Sault Ste. Marie
- 1997-1998 – Maksim Spiridonov, Knights de London
- 1998-1999 – Norm Milley, Wolves de Sudbury
- 1999-2000 – Sheldon Keefe, Colts de Barrie
- 2000-2001 – Branko Radivojevic, Bulls de Belleville
- 2001-2002 – Mike Renzi, Bulls de Belleville
- 2002-2003 – Matt Foy, 67's d'Ottawa
- 2003-2004 – Corey Perry, Knights de London
- 2004-2005 – Corey Perry, Knights de London
- 2005-2006 – David Bolland, Knights de London
- 2006-2007 – Patrick Kane, Knights de London
- 2007-2008 – John Hughes, Battalion de Brampton
- 2008-2009 – Justin DiBenedetto, Sting de Sarnia
- 2009-2010 – Taylor Beck, Storm de Guelph
- 2010-2011 – Tyler Toffoli, 67's d'Ottawa et Jason Akeson, Rangers de Kitchener
- 2011-2012 – Tyler Toffoli, 67's d'Ottawa
- 2012-2013 – Seth Griffith, Knights de London
- 2013-2014 – Connor Brown, Otters d'Érié
- 2014-2015 – Mitchell Marner, Knights de London
- 2015-2016 – Kevin Labanc, Colts de Barrie
- 2016-2017 – Alex DeBrincat, Otters d'Érié
- 2017-2018 – Jordan Kyrou, Sting de Sarnia
- 2018-2019 – Justin Brazeau, Battalion de North Bay
- 2019-2020 – Arthur Kaliyev, Bulldogs de Hamilton
- 2021-2022 – Lucas Edmonds, Frontenacs de Kingston
- 2022-2023 – Matthew Maggio, Spitfires de Windsor
- 2023-2024 – David Goyette, Wolves de Sudbury